# Boletus vermiculosus
Espèce
Boletus vermiculosus, de son nom vernaculaire le Bolet vermiculé, est un champignon d'Amérique du Nord du genre Boletus dans la famille des Boletaceae. Ce bolet non comestible se caractérise bien par son chapeau brun grisâtre, brun orangé à brun rougeâtre, ses tubes brun-rouge ou brun foncé au début et le bleuissement de toutes ses parties au contact. Il est fort proche par sa morphologie du Boletus luridus d'Europe dont il paraît fort proche phylogénétiquement.

## Description
Le chapeau a de 4-15 cm de diamètre, convexe puis largement convexe. 
Cuticule : sèche, finement veloutée, tomenteuse, puis glabre avec l'âge, brun foncé ou brun olivacé au début, pâlissant rapidement à jaune brunâtre, bleuissant au froissement.
Hymenium : la face des tubes est brun-rouge foncé, bleuissant instantanément au froissement ; tubes jaunes, 0,6-2 cm de longueur. Les pores sont circulaires et petits, 2-3 par mm.
Stipe : le pied de 5-12 x 1,5-4 cm, est égal, légèrement élargi vers la base, plein, sec, glabre ou presque, jaune pâle, brunâtre vers la base avec l'âge, bleuissant au froissement.
Chair : chair jaune, bleuissant instantanément à la coupe.
Odeur et saveur : odeur et saveur indistinctes.
Sporée : brun olive.
Spores suboblongues à subfusiformes, lisses, brun pâle, 9-12,5 x 3-4 µm.

## Habitat
Dispersé ou grégaire ; sous chênes et hêtres ; très rare.

## Saison
Fin-juillet à mi-septembre

## Comestibilité
Non recommandé 

## Variété
Boletus vermiculosoides diffère par sa taille plus grande, son chapeau et son pied de coloration plus terne, jaune brunâtre à mi-développement, et par ses spores plus étroites.